# 蓬特斯德加尔西亚罗德里格斯
阿斯蓬特斯-德加尔西亚罗德里格斯（/asˈpon.tɪs.ðe.ɣaɾˈθi.ɐ.roˈðɾi.ɣɪθ/），简称阿斯蓬特斯，是西班牙加利西亚自治区拉科鲁尼亚省的一个市镇。总面积249.4km², 总人口10324人（2017年），人口密度41.4人/km²。

## 人口
| 阿斯蓬特斯历史人口变化图                                   |
|                                                            |
| 来源：西班牙国家统计局（1900-1991年，实际人口）（2000年-） |

## 图集

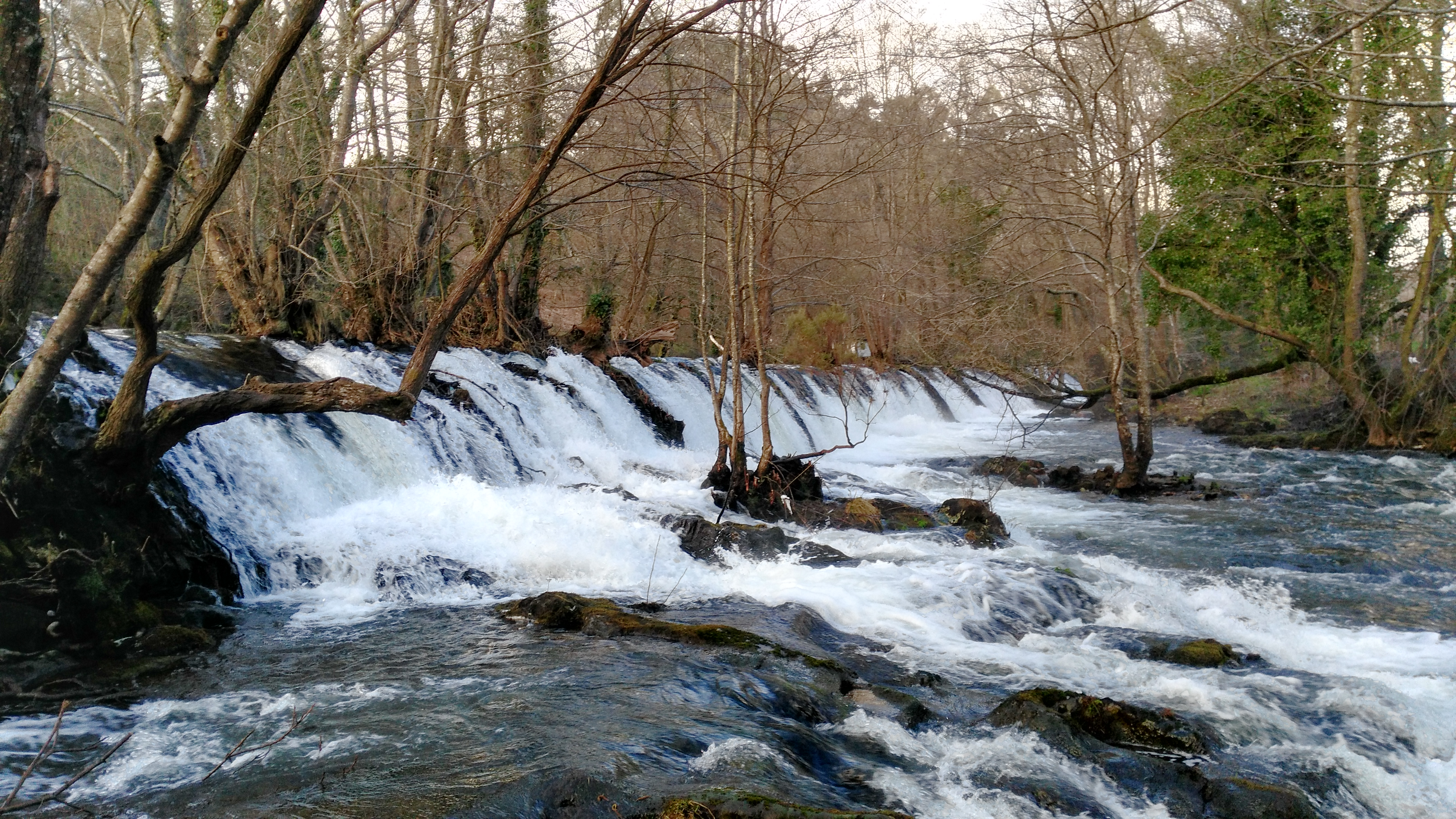
欧梅河
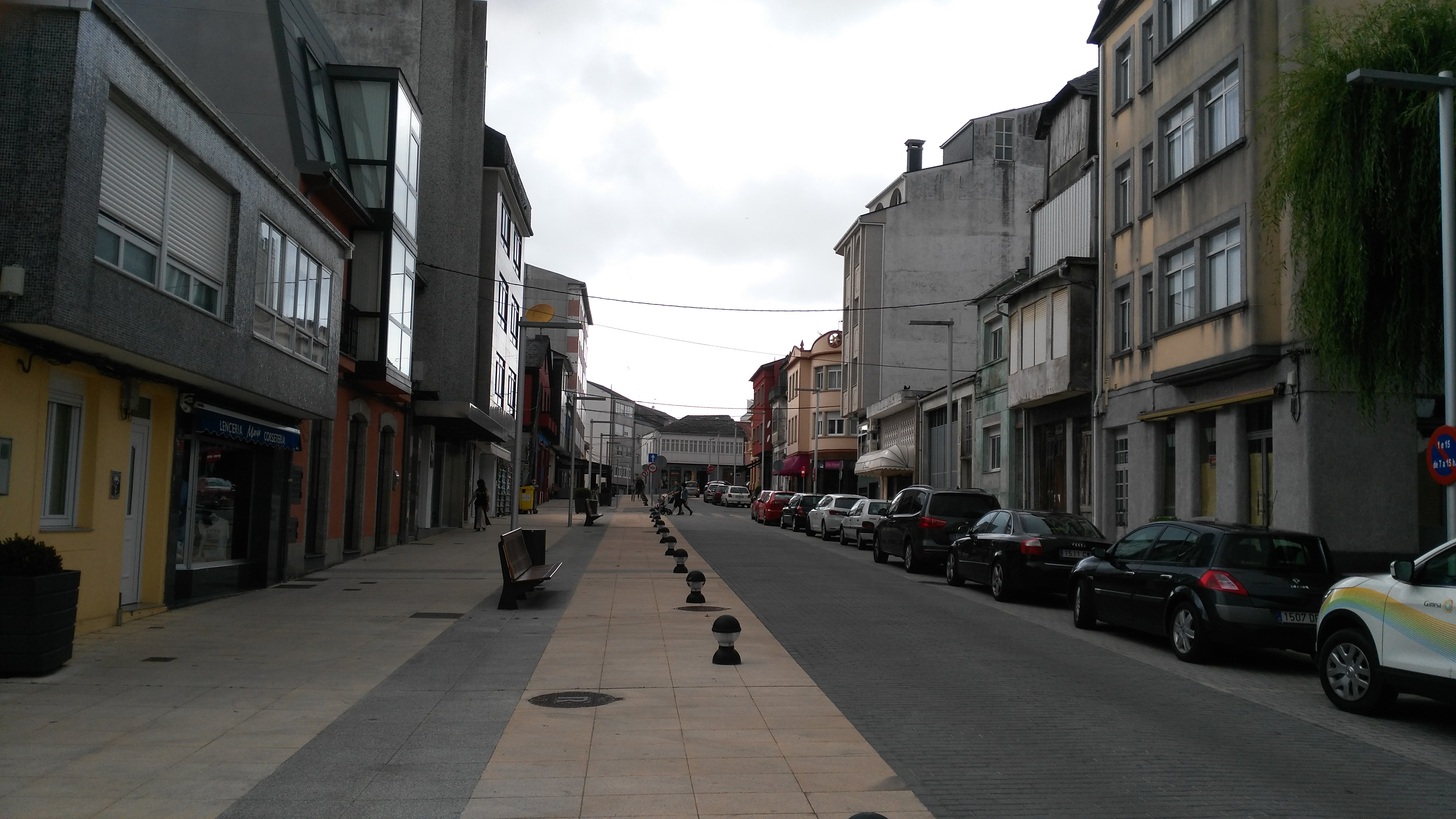
街道
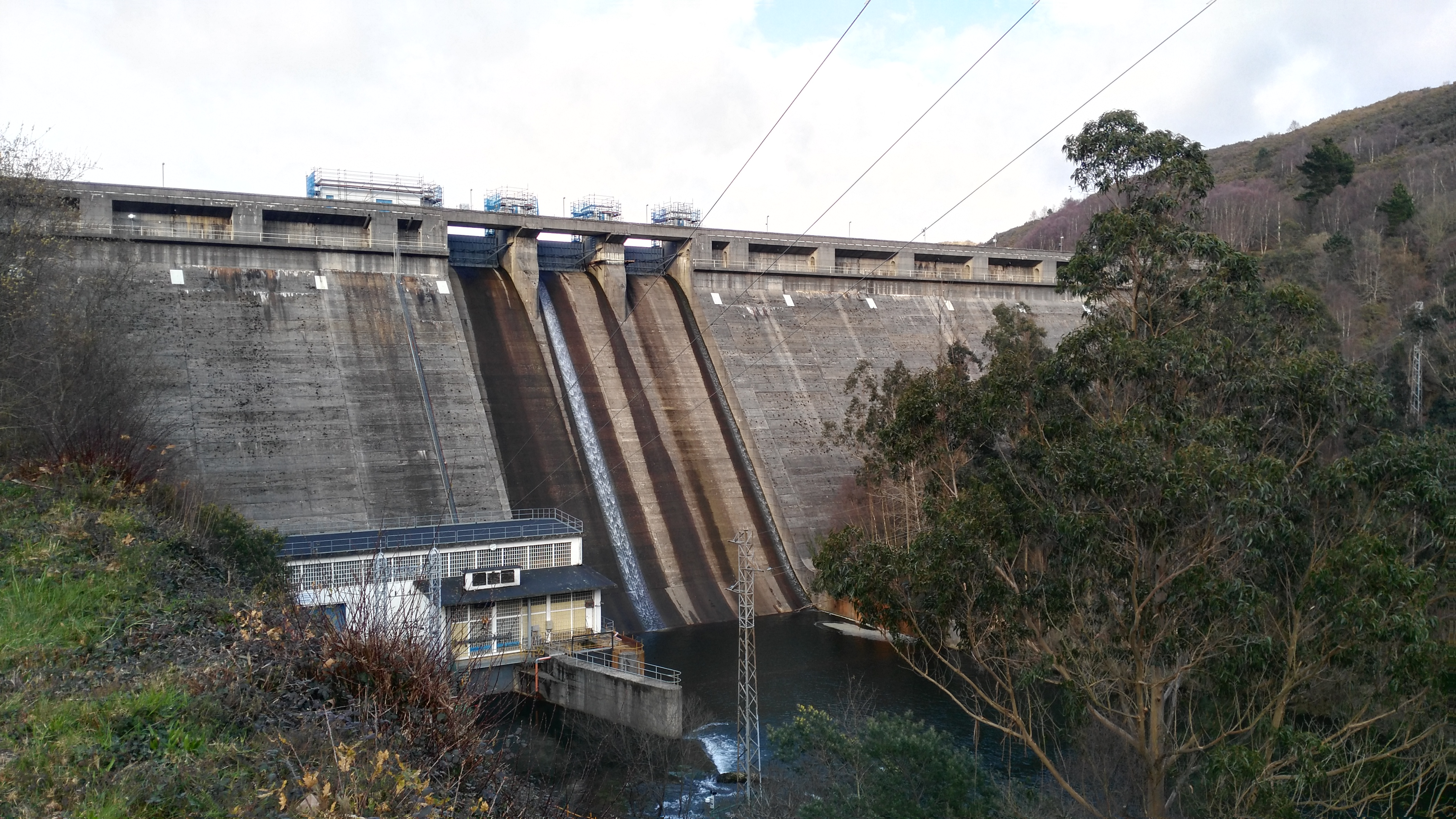
欧梅河上的里贝拉水库